# Kanton Sciez
Der Kanton Sciez ist eine französische Verwaltungseinheit im Département Haute-Savoie in der Region Auvergne-Rhône-Alpes. Er umfasst 25 Gemeinden im Arrondissement Thonon-les-Bains. Durch die landesweite Neuordnung der französischen Kantone wurde er 2015 neu geschaffen mit Sciez als Hauptort (frz.: bureau centralisateur).

## Gemeinden
Der Kanton besteht aus 25 Gemeinden und Gemeindeteilen mit insgesamt 52.314 Einwohnern (Stand: 2022) auf einer Gesamtfläche von 238,86 km²:
| Gemeinde             | Einwohner 1. Januar 2022 | Fläche km² | Dichte Einw./km² | Code INSEE | Postleitzahl |
| -------------------- | ------------------------ | ---------- | ---------------- | ---------- | ------------ |
| Anthy-sur-Léman      | 2.370                    | 4,62       | 513              | 74013      | 74200        |
| Ballaison            | 1.475                    | 13,30      | 111              | 74025      | 74140        |
| Boëge                | 1.938                    | 16,00      | 121              | 74037      | 74420        |
| Bogève               | 1.160                    | 7,00       | 166              | 74038      | 74250        |
| Bons-en-Chablais     | 6.120                    | 19,09      | 321              | 74043      | 74890        |
| Brenthonne           | 1.116                    | 8,38       | 133              | 74048      | 74890        |
| Burdignin            | 688                      | 9,87       | 70               | 74050      | 74420        |
| Chens-sur-Léman      | 3.005                    | 10,87      | 276              | 74070      | 74140        |
| Douvaine             | 6.788                    | 10,54      | 644              | 74105      | 74140        |
| Excenevex            | 1.326                    | 6,66       | 199              | 74121      | 74140        |
| Fessy                | 1.071                    | 8,53       | 126              | 74126      | 74890        |
| Habère-Lullin        | 1.091                    | 8,86       | 123              | 74139      | 74420        |
| Habère-Poche         | 1.484                    | 11,96      | 124              | 74140      | 74420        |
| Loisin               | 1.728                    | 7,86       | 220              | 74150      | 74140        |
| Lully                | 736                      | 4,86       | 151              | 74156      | 74890        |
| Margencel            | 2.261                    | 7,38       | 306              | 74163      | 74200        |
| Massongy             | 1.693                    | 9,81       | 173              | 74171      | 74140        |
| Messery              | 2.373                    | 9,22       | 257              | 74180      | 74140        |
| Nernier              | 424                      | 1,82       | 233              | 74199      | 74140        |
| Saint-André-de-Boëge | 594                      | 12,60      | 47               | 74226      | 74420        |
| Saxel                | 509                      | 5,63       | 90               | 74261      | 74420        |
| Sciez                | 6.317                    | 20,47      | 309              | 74263      | 74140        |
| Veigy-Foncenex       | 4.035                    | 12,99      | 311              | 74293      | 74140        |
| Villard              | 960                      | 7,42       | 129              | 74301      | 74420        |
| Yvoire               | 1.052                    | 3,12       | 337              | 74315      | 74140        |
| Kanton Sciez         | 52.314                   | 238,86     | 219              | 7415       | –            |

## Politik
| Vertreter im Departementrat | Vertreter im Departementrat           | Vertreter im Departementrat |
| Amtszeit                    | Namen                                 | Partei                      |
| --------------------------- | ------------------------------------- | --------------------------- |
| 2015–                       | Joël Baud-Grasset Chrystelle Beurrier | UMP                         |